# Onze-Lieve-Vrouw van de Vredekerk (Kapellen)

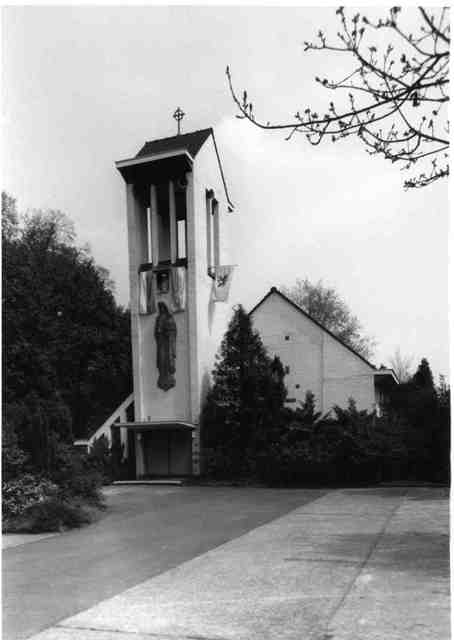
Onze-Lieve-Vrouw van de Vredekerk

De Onze-Lieve-Vrouw van de Vredekerk is een voormalig kerkgebouw in de Antwerpse plaats Kapellen, gelegen aan de Kapelsestraat 182.
Deze kerk werd in 1958-1959 gebouwd naar ontwerp van V. Cols, L. Dingemans en J. De Roeck.
Het is een eenbeukig bakstenen kerkje met mank zadeldak en een voorgebouwde halfopen klokkentoren onder zadeldak. Het kerkje is wit geschilderd.
Dit kerkje werd onttrokken aan de eredienst en werd vervolgens in gebruik genomen als podiumzaal.